# 무스타파 숩히

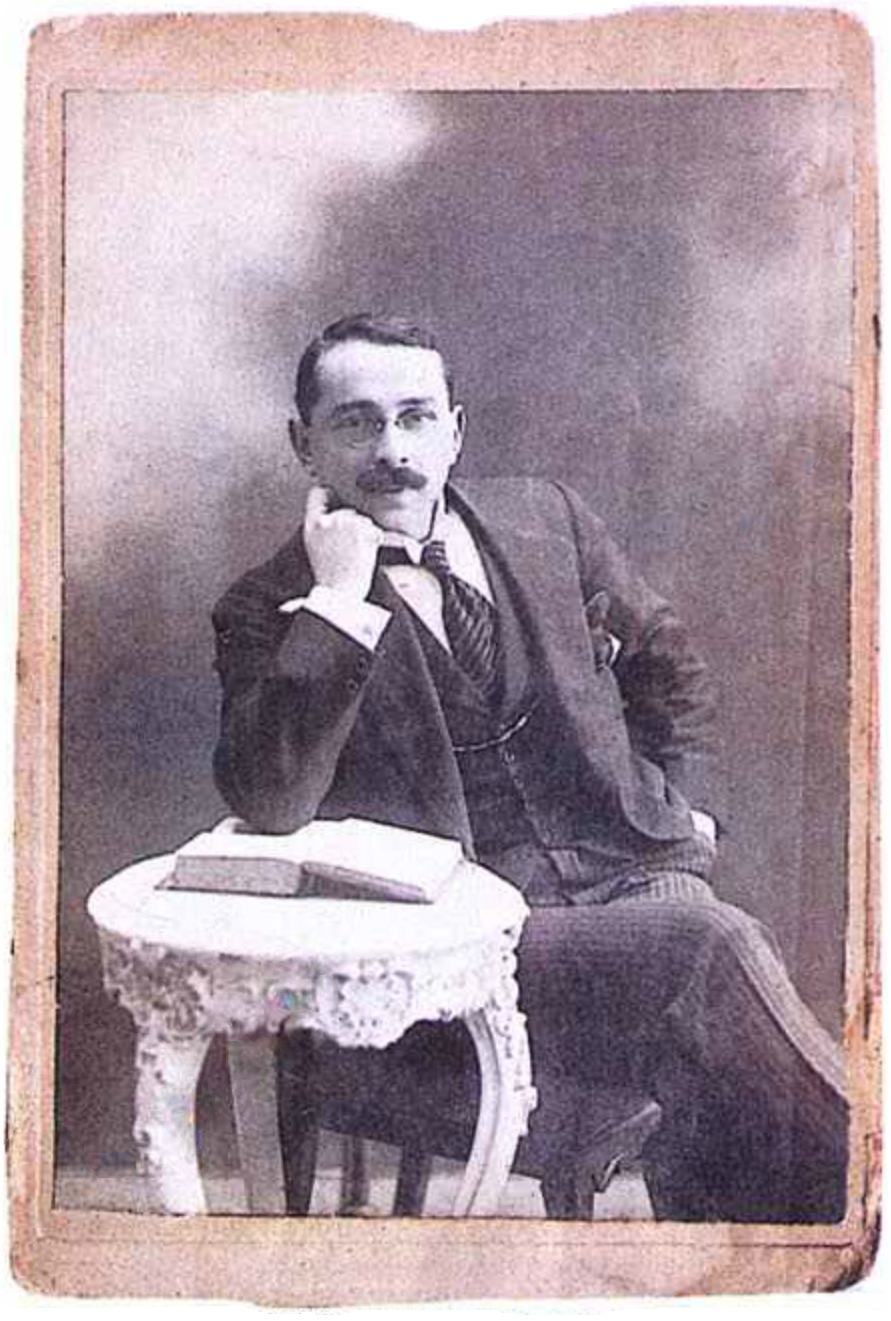

메흐메트 무스타파 숩히(튀르키예어: Mehmed Mustafa Subhi, 오스만 튀르크어: محمد مصطفی صبحی: 1883년 - 1921년 1월 28일)는 오스만 제국의 튀르키예인 혁명가, 공산주의자다. 오스만 제국의 해체 시기에 튀르키예 공산당을 창당하는 등 활동을 하다가 암살당했다.